# Years Gone By
Years Gone By è un album in studio del cantante e chitarrista statunitense Albert King, pubblicato nel 1969.

## Tracce
1. Wrapped Up in Love Again (Albert King) – 2:18
2. You Don't Love Me (instrumental) (Willie Cobbs) – 3:28
3. Cockroach (Bettye Crutcher, Deanie Parker) – 3:18
4. Killing Floor (Chester Burnett) – 3:05
5. Lonely Man (Milton Campbell, Bob Lyons) – 2:39
6. If the Washing Don't Get You, The Rinsing Will (Homer Banks, James Cross, Allen Jones) – 2:12
7. Drownin' on Dry Land (Mickey Gregory, Allen Jones) – 3:54
8. Drownin' on Dry Land (instrumental) (Mickey Gregory, Allen Jones) – 2:38
9. Heart Fixing Business (Homer Banks, Allen Jones) – 2:41
10. You Threw Your Love on Me Too Strong (Albert King) – 3:14
11. Sky Is Crying (Elmore James, Morgan Robinson) – 4:09

## Formazione
- Albert King – chitarra, voce
- Booker T. Jones – tastiera, piano, organo
- Steve Cropper – chitarra
- Donald Dunn – basso
- Al Jackson Jr. – batteria